# Amphipteryx agrioides
Amphipteryx agrioides är en trollsländeart som beskrevs av Selys 1853. Amphipteryx agrioides ingår i släktet Amphipteryx och familjen Amphipterygidae. IUCN kategoriserar arten globalt som otillräckligt studerad. Inga underarter finns listade i Catalogue of Life.